# سیلن مخروطی
سیلن مخروطی (نام علمی: Silene conica) نام یک گونه از سرده سیلن است.